# Tetraedrano
Il tetraedrano è il nome comune dell'idrocarburo triciclico avente formula C4H4 o (CH)4 (non ancora sintetizzato). Il nome deriva dal fatto che i 4 atomi di carbonio nella molecola sono posti nei 4 vertici di un tetraedro, il primo dei solidi platonici, e quindi il tetraedrano è classificato come idrocarburo platonico, insieme agli altri 2 membri, che invece sono materialmente noti: il cubano e il dodecaedrano. È una molecola di alta simmetria, quella tetraedrica, gruppo puntuale Td, come il metano, il neopentano e l'adamantano (C10H16).
Per estensione, il nome tetraedrani viene a volte applicato, con le opportune specificazioni, anche a molecole basate sulla struttura a gabbia tetraedrica, come ad esempio il fosforo bianco P4 e l'arsenico giallo As4, che sono isoelettroniche di valenza del tetraedrano, nonché alla molecola N4, strettamente isoelettronica, non nota materialmente ma che si calcola essere una specie metastabile (come il tetraedrano stesso); anche la molecola B4Cl4 che contiene un tetraedro di atomi di boro è analoga, sebbene questo tetraedro non sia isoelettronico.
In tale prospettiva sono anche state indagate, con metodi della chimica computazionale, strutture tetraedriche E4H4 con atomi (E) di elementi del gruppo del boro (Al, Ga, In, Tl) e omologhi del carbonio, ad iniziare dal silicio (Si, Ge, Sn, Pb), e loro derivati per sostituzione degli idrogeni.

## Struttura e proprietà
Questa disposizione tetraedrica comporta però che 3 dei 4 angoli di legame degli atomi di carbonio siano di 60°, valore di gran lunga inferiore all'angolo ideale (109,5°) richiesto per una ibridazione sp3; inoltre, i 4 atomi di idrogeno, che sono situati lungo i prolungamenti delle 4 altezze del tetraedro, risultano eclissati. 
La molecola è di conseguenza fortemente tensionata: il surplus di energia derivante da tale tensione è stata valutata in ben 140 kcal/mol (35 kcal/mol per ogni unità CH); quella del ciclopropano, per confronto, ammonta a 27,5 kcal/mol (9,17 kcal/mol per ogni unità CH2). Il cubano, con una formula doppia, ha una destabilizzazione solo di poco superiore: 154,7 kcal/mol (19,3 kcal/mol per ogni unità CH). Uno studio teorico del 1989 ha stimato la lunghezza del legame C−C nel tetraedrano in 148,9 pm, che è un valore notevolmente ridotto per un legame tra atomi C ibridati sp3, il cui valore normale è di 154 pm; tale lunghezza nel tetraedrano risulta anche minore di quella che si trova sperimentalmente nel ciclopropano (150,1 pm). Un valore simile si trova nella struttura del suo derivato tetra-t-butiltetraedrano (vide infra), ricavata dalla diffrazione dei raggi X (148,5 pm); questa lunghezza è stata successivamente (2000) valutata in 149,5 pm attraverso calcoli teorici B3LYP/6-31G(d) e gli stessi hanno fornito il valore di 148,7 pm per quella analoga nel tetrametiltetraedrano.
Non è quindi strano il fatto che una molecola C4H4 con questa struttura non si trovi in natura. In laboratorio la molecola del tetraedrano non è stata sinora (2023) sintetizzata, ma calcoli teorici hanno indicato che questa specie in linea di principio sia isolabile dato che, oltre ad essere su un minimo di energia potenziale, gode di una pur piccola stabilità cinetica. Da un punto di vista teorico si è esplorata la possibilità di sintetizzare C4H4 tramite una reazione tra il ciclopropene e carbonio atomico, o di stabilizzare il tetraedrano all'interno di una molecola di fullerene C60. Nonostante tutti i tentativi di sintesi del C4H4 siano sinora falliti, sono stati invece ottenuti vari derivati del tetraedrano per sostituzione degli atomi di idrogeno.
Un suo isomero di limitatissima stabilità è il ciclobutadiene: i tetraedrani esistenti, in particolare il tetra-t-butilsostituito, si convertono in opportune condizioni nella sua struttura. Altri isomeri più stabili sono il metilenciclopropene (triafulvene), il butatriene (H2C=C=C=CH2, cumulene) e il vinilacetilene (1-buten-3-ino).
È stata recentemente annunciata la sintesi di un fosfatetraedrano avente un atomo di fosforo al posto di un carbonio e 3 t-butili al posto dei 3 atomi di idrogeno.
Esistono stime di alcune proprietà fisiche del tetraedrano: densità, punto di ebollizione, pressione di vapore, indice di rifrazione, punto di fiamma, etc.

## Tetraedrani sostituiti e eterotetraedrani

### Tetra-t-butiltetraedrano
Nel 1978 Günther Maier ottenne un derivato stabile del tetraedrano sostituendo gli atomi di idrogeno con quattro gruppi t-butile, (t-C4H9)4C4. Questi sostituenti molto voluminosi ricoprono completamente il nucleo tetraedrico C4. Maier suggerì che in questo derivato i legami tra gli atomi di carbonio non riescono a rompersi perché ciò forzerebbe i sostituenti, che sono necessariamenteveclissati, uno contro l'altro causando una repulsione di Van der Waals. Questo derivato t-butilico fu preparato a partire da una cicloaddizione del di-t-butilacetilene con l'anidride maleica t-butilata, cui segue un riarrangiamento con espulsione del diossido di carbonio per arrivare a un ciclopentadienone. Questo viene bromurato e viene aggiunto un quarto gruppo t-butile. Successivamente due reazioni fotochimiche di riarrangiamento e di espulsione di CO portano al tetra-t-butiltetraedrano.
Per riscaldamento a 130 °C il tetra-t-butiltetraedrano si isomerizza a tetra-t-butilciclobutadiene.

Sintesi del tetra-terz-butiltetraedrano (1978)

In seguito, venne concepita una sintesi più scalabile, più adatta a variazioni sul tema, nella quale la fotolisi di un diazometano ciclopropenilsostituito fornisce il prodotto desiderato attraverso la formazione di un tetrakis(t-butil)ciclobutadiene. Questo metodo si avvantaggia dell'osservazione che il derivato ciclobutadienico e quello tetraedranico potevano essere interconvertiti: fotochimicamente in senso diretto e termicamente in senso inverso.

### Tetra(trimetilsilil)tetraedrani

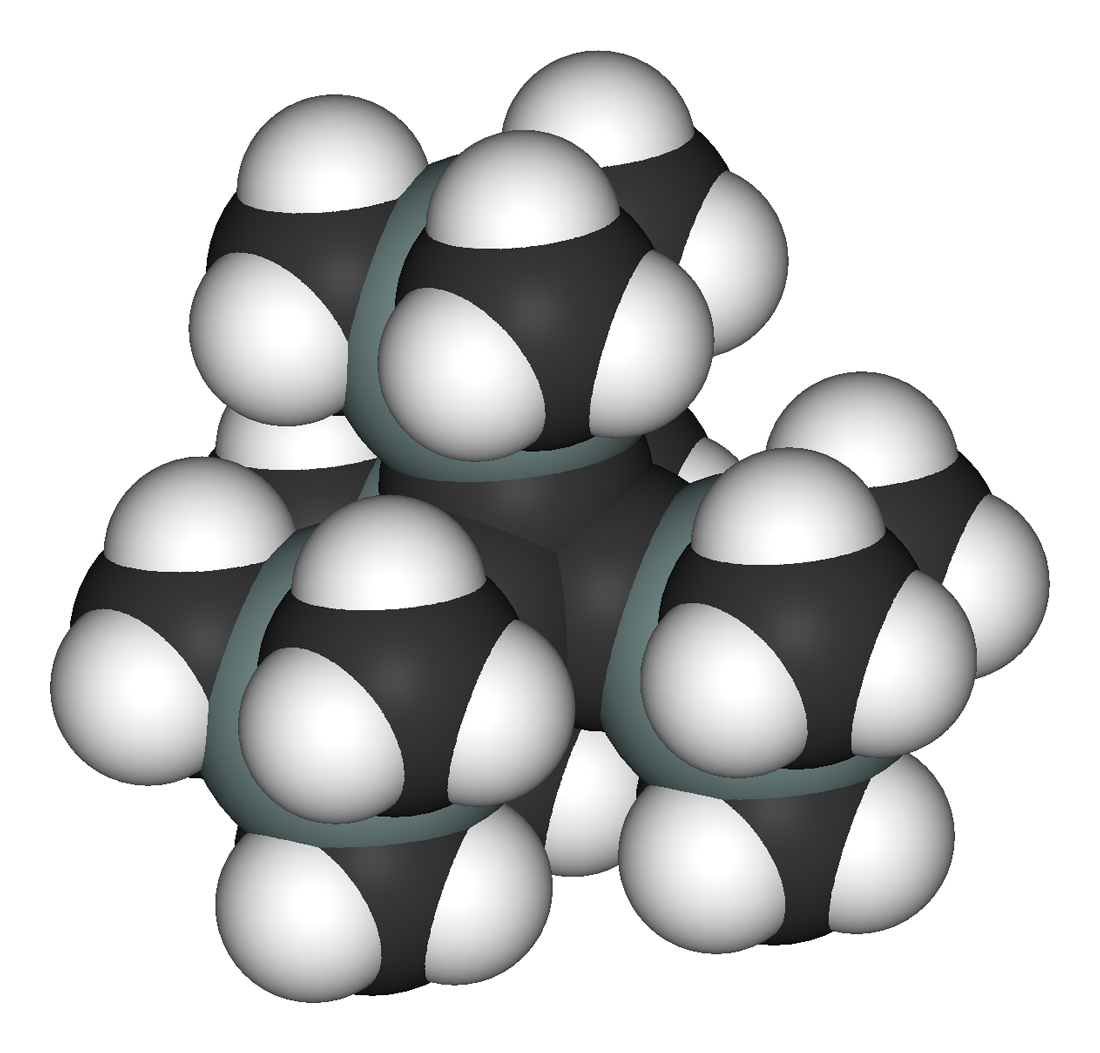
Il tetra(trimetilsilil)tetraedrano è relativamente stabile

Nel tetra(trimetilsilil)tetraedrano (I) i quattro idrogeni di C4H4 sono sostituiti da gruppi trimetilsilile. Questo composto è preparato a partire dal bis(trimetilsilil)acetilene, passando dal corrispondente ciclobutadiene, ed è molto più stabile dell'analogo t-butilico. Mentre il tetra-t-butiltetraedrano fonde a 135 °C e si decompone formando il derivato del ciclobutadiene, il tetra(trimetilsilil)tetraedrano fonde a 202 °C ed è stabile fino a 300 °C, quando si ritrasforma nel composto acetilenico di partenza. In seguito è stato descritto anche il "dimero" II, un bis(tetraedranile).
In questo derivato è notevole per la sua cortezza il legame C−C che unisce i due tetraedri C4: è lungo solo 143,6 pm, notevolmente più corto di un normale legame semplice carbonio-carbonio (153,24 pm, nell'etano) ed è anche leggermente più corto che nell'analogo bis(cubanile) (145,8 pm); l'accorciamento è una conseguenza dell'aumento del carattere s (>25%) nell'orbitale ibrido con cui il C forma il legame esterno alla gabbia (angoli CCC di ~ 145°), dato che nei tre legami interni, con angoli vicini a 60°, è minore del 25%.
Una sintesi più semplice del tetra(trimetilsilil)tetraedrano è ottenibile tramite l'ossidazione monoelettronica del precursore ciclobutadienico con tris(pentafluorofenil)borano in toluene come solvente; questa permette di ottenere alcuni grammi di tetra(trimetilsilil)tetraedrano. Sono stati ottenuti anche derivati del tetra(trimetilsilil)tetraedrano, sostituendo uno dei gruppi trimetilsilile con un atomo di litio o altri gruppi organici.

Sintesi del tetra(trimetilsilil)tetraedrano e del suo dimero

### Tetrasilatetraedrani (gabbia tetraedrica Si4)
Nei tetrasilatetraedrani i quattro atomi di carbonio del tetraedro C4 sono sostituiti con atomi di silicio. Nel tetrasilatetraedrano Si4H4 (non noto, al pari di C4H4) il surplus di energia connesso alla tensione sterica è stato calcolato essere 140,3 kcal/mol, cioè un valore molto simile a quella del tetraedrano C4H4, e un valore uguale per Ge4H4, mentre tale valore si riduce progressivamente per gli analoghi di stagno (128,2 kcal/mol) e piombo (119,3 kcal/mol).
Il primo composto basato su un tetraedro Si4 è stato il tetrakis(trialchilsilil)‐tetrasilatetraedrano, (t-Bu3Si)4Si4, ottenuto da Nils Wiberg nel 1993. Il composto fonde a 350 °C e le distanze Si–Si nel tetraedro Si4 sono nell'intervallo 233,0-234,1 pm nelle due molecole simili nella struttura cristallina, rendendo la gabbia Si4 (come atteso dal maggior raggio covalente del silicio) molto più grande della gabbia C4. I tetrasilatetraedrani come questo, per reazione con 2 moli di potassio, sotto forma di KC8 in sospensione eterea, la gabbia Si4 presente in essi espelle un sostituente trialchillsilile come anione ed essa stessa subisce una riduzione formando il sale K+[(R3Si)3Si4]−. Formalmente, uno solo degli atomi di silicio della gabbia porta la carica negativa, ma si osserva che i quattro atomi di silicio sono equivalenti nella scala dei tempi della RMN, indicando che i tre sostituenti migrano rapidamente attorno alla gabbia stessa.

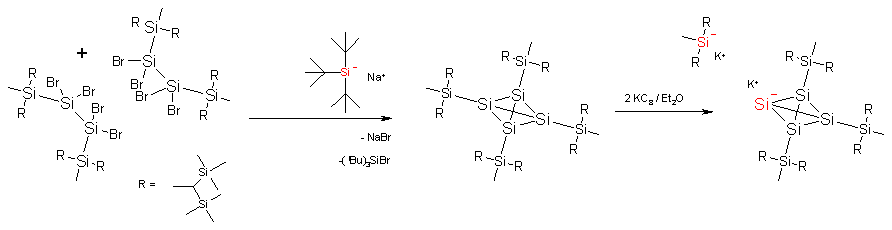
Schema di sintesi di un tetrasilatetraedrano e relativo anione

## Tetraedrani inorganici e organometallici

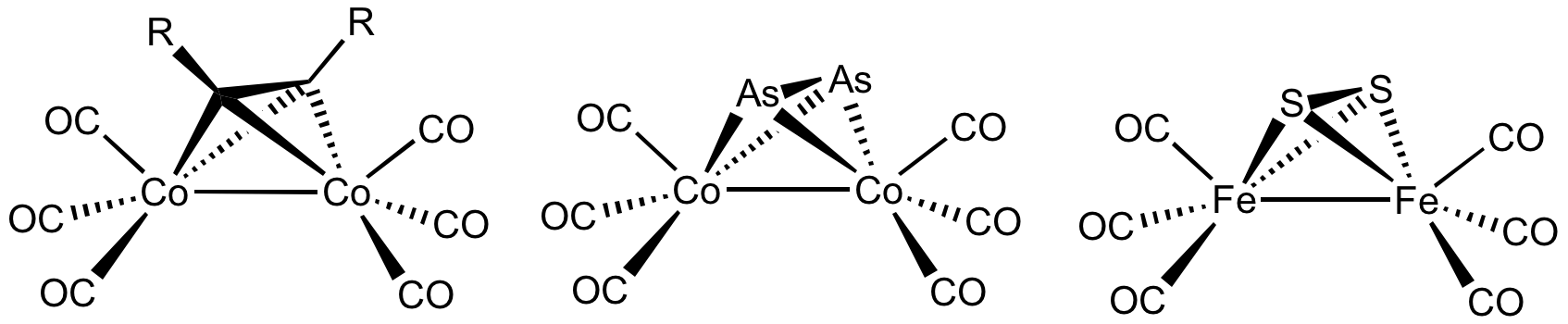
I cluster metallici con nuclei tetraedrici sono a volte chiamati tetraedrani

Il tetraedro è uno schema ricorrente in chimica. Esempi inorganici sono le molecole già citate del fosforo bianco (P4) e dell'arsenico giallo (As4), anch'esse aventi esattamente simmetria Td. Vari cluster metallocarbonilici contengono nuclei tetraedrici e sono a volte chiamati tetraedrani. Un esempio è il tetrarodio dodecacarbonile; altri esempi sono in figura.